# Carlos Humberto
Carlos Humberto Metzner Silva nasceu em 1981, na cidade de Balneário Camboriú. Aos 14 anos, começou a trabalhar em um hotel, onde fazia as compras da feira na Ceasa/SC. Aos 17, ingressou no Curso de Direito. Em 2001, foi criada a Silva Packer, construtora da família, e com apenas 18 anos, passou a se dedicar à construção de seu primeiro empreendimento.
Em 2012, casou-se com a brusquense Adriana, companheira de vida até hoje. Três anos depois, nasce seu filho Carlinhos. 

## Vida Pública
Em 2014, Carlos foi eleito presidente do Sinduscon (Sindicato da Indústria da Construção Civil), entidade representativa da classe patronal da indústria da construção civil, onde capacitou milhares de pessoas nesse mercado. 
Em 2016, iniciou-se sua carreira política, concorrendo a candidatura de vice-prefeito de Balneário Camboriú, e ao ganhar a eleição, em 2017, assumiu como vice-prefeito.
Em 2018, lançou sua primeira candidatura como deputado estadual, na qual ficou como suplente, e dois anos depois assumiu na Alesc por 60 dias. Em 2020, foi reeleito como vice-prefeito, ocupando novamente o cargo no ano seguinte.
Em 2022, Carlos Humberto Metzner Silva, foi eleito deputado Estadual pelo Partido Liberal (PL) em Santa Catarina  com 46.445 votos, tornando-se o candidato mais votado na história de Balneário Camboriú. Em fevereiro de 2023, assumiu o cargo.
Carlos Humberto, ao longo desses primeiros meses de mandato, articulou diversas pautas relacionadas à Mobilidade Urbana, Saúde, Educação e Turismo. Além disso, a proteção das famílias catarinenses, o investimento nos municípios e a liberdade econômica são as três bandeiras defendidas pelo deputado.
O deputado faz parte de quatro comissões parlamentares, que são: Comissão de Economia, Ciência, Tecnologia, Minas e Energia; Comissão de Ética e Decoro Parlamentar; Comissão de Relacionamento Institucional, Comunicação, Relações Internacionais e do MERCOSUL; Comissão de Turismo e Meio Ambiente. Além disso, tornou-se líder do Partido Liberal (PL) na Alesc. 

## Projetos de leis
Alguns projetos e realizações do deputado Carlos Humberto:
Indicação n° 325/2023 ao Governador do Estado de Santa Catarina, Jorginho Mello, ao projeto de lei que institui o Programa Escola Mais Segura que determina policiamento armado nas escolas estaduais. 
Protocolou o projeto de lei n° 275/23 que altera a legislação vigente para que os estabelecimentos farmacêuticos não precisem mais de liberação para comercializar  alimentos embalados e bebidas refrigeradas, tais como: isotônicos, água, barras de cereais, etc.  
Realizou um projeto de lei n° 206/23 que altera a Lei n.º 17.292, de 19 de outubro de 2017. Essa lei prevê melhorias na legislação estadual em relação aos direitos das Pessoas com Deficiência (PcD). As mudanças propostas visam garantir aprimoramentos nas políticas públicas de acesso à educação em escolas públicas e privadas.
Instituiu um Projeto de Lei n° 196/23 que visa conceder TAGs de passagem rápida para que veículos da Saúde e Segurança Municipais sejam autorizados a passar nos pedágios, de todas as estradas catarinenses, sem ter que aguardar na cancela. 
Registrou um Projeto de Lei n° 69/23 que penaliza invasores de terras em Santa Catarina, a fim de assegurar os direitos das propriedades públicas e privadas, e punir pessoas que se apropriam de bens por meio da violência ou clandestinidade.
Desenvolveu o Projeto de Lei n° 31/23 que obriga os responsáveis por estabelecimentos de atendimento veterinário, que constatarem indícios de maus-tratos aos animais atendidos, comunicarem às autoridades. 

Protocolou o Projeto de lei n° 182/23 que proíbe a prática de doutrinação política e ideológica em sala de aula nas escolas públicas estaduais de Santa Catarina.